# Судрабу Еджус
Судрабу Еджус (латис. Sudrabu Edžus, справжнє ім'я та прізвище Моріц-Едуард Зільбер — Morics Eduards Zilbers ; 30 серпня (11 вересня) 1860, хутір Силіні, Ризький повіт, Ліфляндська губернія, Російська імперія (нині Огрський край, Латвія) — 30 січня 1941, Москва) — латиський письменник, поет і перекладач.
Один із зачинателів латиської літератури ХХ ст.

## Біографія
Син сільського вчителя. Після закінчення в 1882 Балтійської вчительської семінарії в Ризі, вчителював. У 1884–1887 — викладав у початкових школах в Уфимській губернії. У 1887 повернувся до Латвії.
Під час навчання глибоко вивчав німецьку класичну літературу. Згодом став великим знавцем світової літератури. Часто публікувався в газетах та журналах, в основному, з віршами романтичного змісту та жанровими оповіданнями.
Активний учасник Революції 1905—1907 рр. Після її придушення змушений був залишити батьківщину і переселитися вглиб Російської імперії. Жив у Сибіру, з 1907 — на Кавказі. 11 років працював учителем у Баку. У 1920 залишив Азербайджан.
Після закінчення Громадянської війни в Росії жив у Москві, потім — у Пскові. У 1924 переїхав на постійне місце проживання до Москви, де почав писати історичні повісті латиською мовою.
Помер 30 січня 1941 в Москві, був кремований, пізніше його порох був перепохований на цвинтарі Райніса в Ризі.

## Творчість
Літературну діяльність розпочав у 1880. Створив низку романтичних поем історичного змісту.
У 1890-х з'явилися його реалістичні оповідання та повісті. Перші твори Судрабу Еджуса — вірші та кілька поем — пройняті національною романтикою, яка була характерна для цілого покоління латиських поетів того часу.
Повісті «Прокляття минулого» (1921), «Стерв'ятники» (1923), «У болотному тумані» (1925) присвячені поверненню латиських біженців на батьківщину. Селянському життю присвячені оповідання: «Dullais Dauka», «Pusmāsas dēls», «Laimzemes skola», «Velnu dzinējs».
Судрабу Еджус автор роману у віршах «Перед бурею» (1922) про революційний рух Латвії початку XX століття. За більш ніж піввікову літературну діяльність ним написано понад десять томів романів, оповідань, епічних поем, віршів, казок.
Писав твори для юнацтва: оповідання, повість «Чортогін» («Velnu dzinējs», 1925).
В історії Судрабу Еджус назавжди залишиться як автор однієї з найзворушливіших і насумніших історій, коли-небудь написаних для дітей і дорослих — оповідання «Дивний Даука» («Dullais Dauka», 1900) про хлопчика, який жив на березі моря і мріяв дізнатися, що ж ховається за обрієм…
Перекладав прозу та поезію з французької, польської, литовської, чеської та інших мов латиською мовою. У тому числі, твори Міцкевича, Г. Сенкевича, М. Конопницької, з литовської — Донелайтіса, зі словацької — Гурбан-Ваянського, з французької — Рене Базена, Шарля де Костера, з чеської — «Бравий солдат Швейк» Я. Гашека та ін.

## Пам'ять
- У 1985 в Меньгелі було відреставровано будинок письменника та створено музей, присвячений життю і творчій діяльності Судрабу Еджуса.
- Одна з вулиць Риги з 1950 носить його ім'я.